# Indicatifs régionaux 203 et 475

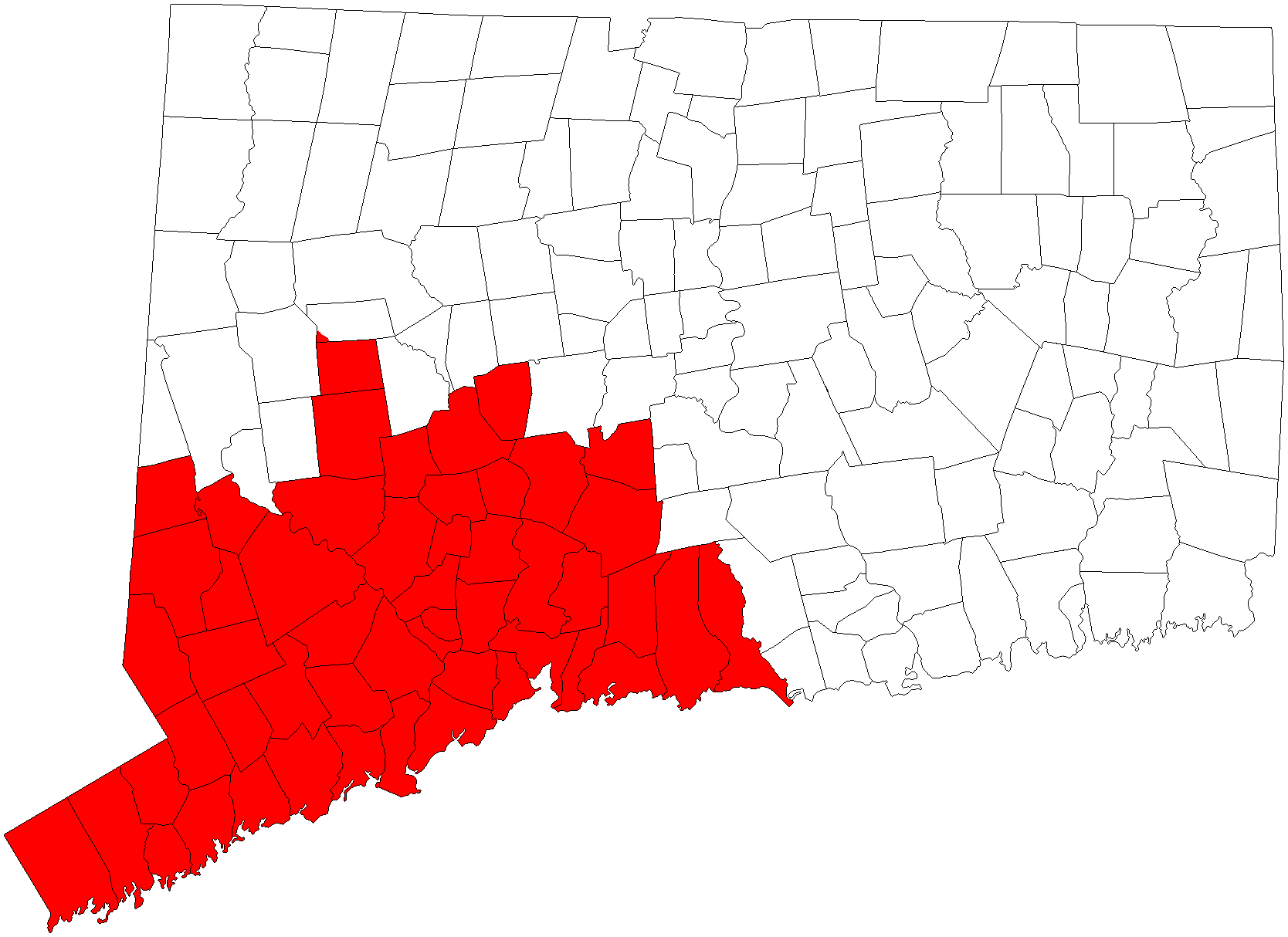
Carte des indicatifs régionaux 203 et 475 dans l'État du Connecticut (États-Unis).

Les indicatifs régionaux 203 et 245 sont les indicatifs téléphoniques régionaux qui desservent le sud-ouest de l'État du Connecticut aux États-Unis.
On peut voir les territoires desservis par les indicatifs régionaux du Connecticut sur cette carte de la North American Numbering Plan Administration.
Les indicatifs régionaux 203 et 245 font partie du Plan de numérotation nord-américain.

## Villes desservies par les indicatifs[1]
Ansonia, Beacon Falls, Bethany, Bethel, Bethlehem, Branford, Bridgeport, Brookfield, Cheshire, Danbury, Darien, Derby, East Haven, Easton, Fairfield, Greenwich, Guilford, Hamden, Madison, Meriden, Middlebury, Milford, Monroe, Naugatuck, New Canaan, New Fairfield, New Haven, Newtown, North Branford, North Haven, Norwalk, Orange, Oxford, Prospect, Redding, Ridgefield, Roxbury, Seymour, Shelton, Southbury, Stamford, Stratford, Trumbull, Wallingford, Waterbury, West Haven, Weston, Westport, Wilton, Wolcott, Woodbridge, Woodbury

## Historique des indicatifs régionaux du Connecticut
L'indicatif 203 est l'un des indicatifs originaux du Plan de numérotation nord-américain. En 1947, l'indicatif couvrait tout l'État du Connecticut.
Le 28 août 1995, une scission de l'indicatif 203 a créé l'indicatif 860. L'indicatif 203 a été réduit à la partie sud-ouest de l'État alors que l'indicatif 860 couvrait le reste de l'État.
Le 12 décembre 2009, l'indicatif 245 a été introduit par chevauchement de l'indicatif 203.
L'indicatif 959 sera introduit par chevauchement de l'indicatif 860 à une date non encore déterminée.